# Vitögd härmtrast
Vitögd härmtrast (Margarops fuscatus) är en fågel i familjen härmtrastar inom ordningen tättingar.

## Utseende och läte
Vitögd härmtrast är en övervägande färglös härmtrast, liknande i storlek och form med bahamahärmtrast och vattrad härmtrast. Den skiljs från båda genom sin relativt kraftiga ljusa näbb. Till skillnad från vattrad härmtrast har den längsstreckad undersida, ej tvärbandad och jämfört med bahamahärmtrasten är den brunare och kraftigare streckad undertill. Sången består av en serie långsamma visslande toner med en till tre fraser. Bland de varierade lätena hörs ljusa och tunna visslingar, korta tjirpande och hårda eller gutturala grälande ljud.

## Utbredning och systematik
Vitögd härmtrast förekommer i Västindien. Den placeras som enda art i släktet Margarops och delas in i fyra underarter med följande utbredning:
- Margarops fuscatus fuscatus - förekommer på södra Bahamas, Hispaniola, Puerto Rico och Nederländska Antillerna
- Margarops fuscatus densirostris – förekommer i Små Antillerna (Guadeloupe, Dominica och Martinique)
- Margarops fuscatus klinikowskii – förekommer på Saint Lucia (Små Antillerna)
- Margarops fuscatus bonairensis – förekommer på Bonaire samt Isla Horquilla utanför Venezuela

## Status
Vitögd härmtrast har ett stort utbredningsområde, beståndet anses stabilt och det föreligger inga substantiella hot mot arten. Internationella naturvårdsunionen IUCN listar den därför som livskraftig (LC).

## Namn
På svenska har arten tidigare kallats pärlögd härmtrast.

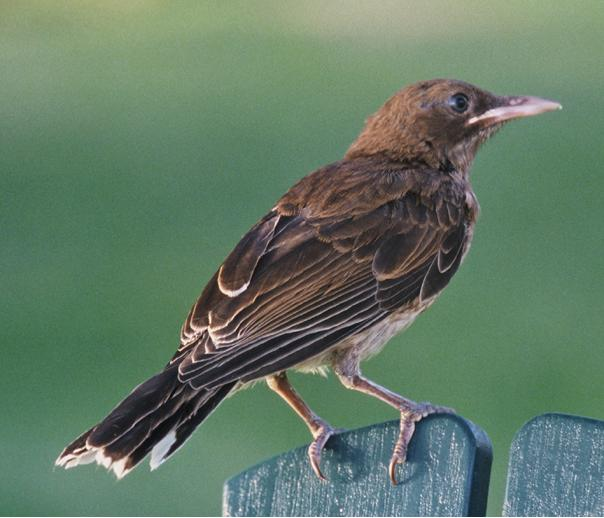
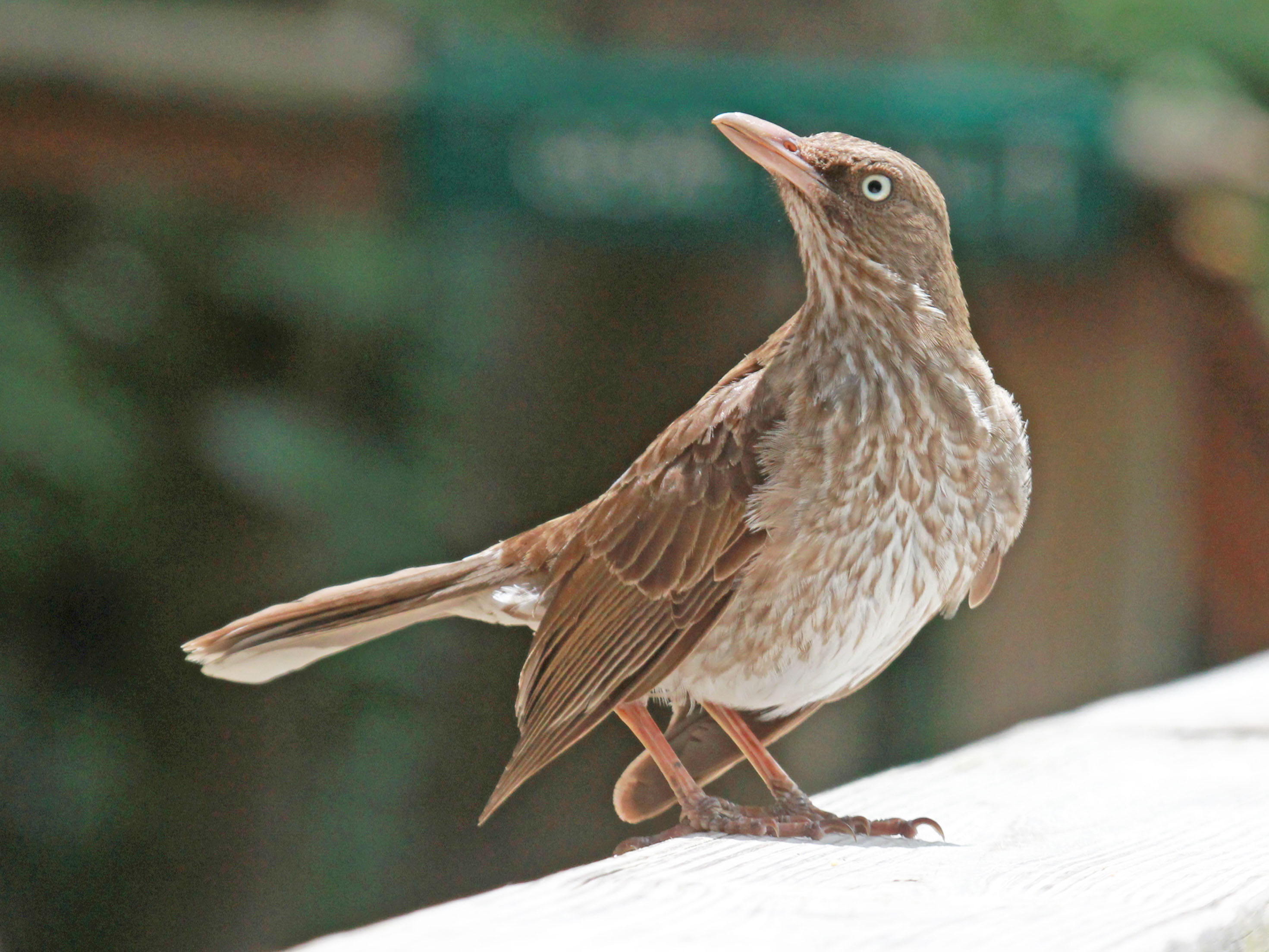